# Вамвакарис, Маркос
Ма́ркос Вамвака́рис (греч. Μάρκος Βαμβακάρης, 10 мая 1905, Данакос, остров Сирос — 8 февраля 1972, Никея) — один из самых известных греческих музыкантов, композиторов и исполнителей музыки жанра ребетика. Считается основоположником этого музыкального стиля.

## Биография
Родился в деревне Данакос на острове Сирос в семье католиков. Будучи крупным греческим портом, Сирос всегда был известен своей большой католической общиной. Позже одна из самых известных песен Вамвакариса будет названа Φραγκοσυριανή (то есть католическая девушка с Сироса).
В 1917 году, когда Вамвакарису исполнилось 12 лет, он покинул родной Сирос и поехал в Пирей, где работал несколько лет грузчиком, позже шахтером. Здесь он научился виртуозно играть на бузуки и начал сам писать музыку. В то же время начал принимать гашиш.
В 1933 году была записана первая 78-скоростная пластинка бузуки Вамвакариса, одна сторона которой содержала песню Έπρεπε να 'ρχόσουνα μάγκα μες στον τεκέ μας, другая — инструментальную бузуки-импровизацию. Однако в 1936 году была введена цензура диктаторским режимом Иоанниса Метаксаса, и музыка рембетика была запрещена. С оккупацией в 1940 году наступают тяжелые времена для всей страны. Песни Вамвакариса считаются устаревшими или несовременными. Признание мастера приходит лишь в конце жизни. В 1970-е годы музыка рембетика стала популярной даже среди молодежи. После смерти композитора, его дом в Ано-Сирос стал домом-музеем.